# Атанасов, Атанас Петров
Атанас Петров Атанасов — болгарский юрист и политик, член партий «Союз демократических сил» (2002—2004) и «Демократы за сильную Болгарию» (с 2004). Секретарь МВД (1997—1998), директор Службы национальной безопасности (1998—2001). Генерал-майор (1999). Депутат в 40-м народном собрании по списку ДСБ и в XLIII Национальном собрании по списку Реформаторского блока. Депутат XLV, XLVI, XLVII и XLVIII Народного собрания, заместителем председателя которого он является, по списку партии Демократическая Болгария. Народный представитель от ДБ в XLIX Народном Собрании.

## Биография
Атанасов родился 17 мая 1959 года в селе Батин Русенского района. Окончил Софийский университет, после чего был судьей в Русе (1987—1988) и прокурором в Разграде (1989—1992). В 1992—1995 годах возглавлял областное управление Министерства внутренних дел в Разграде, затем работал юристом.
В 1997 году Атанасов ненадолго стал секретарём МВД. 8 сентября 1997 года назначен директором Службы национальной безопасности сроком на один год. 8 сентября 1998 года был уволен с должности секретаря МВД и назначен директором Службы национальной безопасности 26 февраля 1999 года присвоено высшее воинское звание генерал-майора . На этой должности он стал более активно включаться в политическую жизнь и 10 декабря 1999 года предоставил премьер-министру Ивану Костову список из 226 фамилий в отчёте о коррупции. Впоследствии были отправлены в отставку десять министров, среди которых Богомил Бонев, Марио Тагаринский и Александр Божков. 5 ноября 2001 доклад Атанасова был процитирован в теледебатах кандидата в президенты Петра Стоянова, что, по мнению некоторых аналитиков, стало причиной потери многих голосов в поддержку Петра Стоянова, а также его проигрыша на выборах.
14 декабря 2001 года Атанасов уволен с должности директора Службы национальной безопасности МВД. Затем он занимался общественной работой. Стал членом клуба «Диалог», на базе которого в 2004 году была основана партия «Демократы за сильную Болгарию». С 2005 по 2009 год Атанас Атанасов был депутатом от ДСБ. С 2006 года является председателем софийской организации партии, а 10 июня 2017 года стал председателем этой партии.
На парламентских выборах 2009 года Атанасов не получил депутатского мандата, но в сентябре был назначен в совет директоров государственного предприятия «Информационные услуги», где и работал до августа 2010 года когда его уволил Симеон Дьянков. На местных выборах 2011 года он стал муниципальным советником муниципалитета Софии в группе «Голубая коалиция». На внеочередных парламентских выборах в октябре 2014 года избран депутатом от Реформаторского блока КП (в котором участвовал как представитель ДСБ) от двух округов — 1 МИР (Благоевград) и 23 МИР (София), выбрав стать депутатом от 23 МИРА.
10 июня 2017 был избран председателем партии ДСБ. 12 апреля 2018 года в качестве председателя этой партии стал соучредителем и избран сопредседателем политического объединения «Демократическая Болгария». 15 апреля 2021 был избран вице-спикером XLV Народного собрания Демократической Болгарии. 21 июля 2021 был избран вице-спикером XLVI Национального собрания. 3 декабря 2021 был избран вице-спикером XLVII Национального собрания.
В 2022 году он был переизбран председателем партии «Демократы за сильную Болгарию».